# Autocodificador variacional

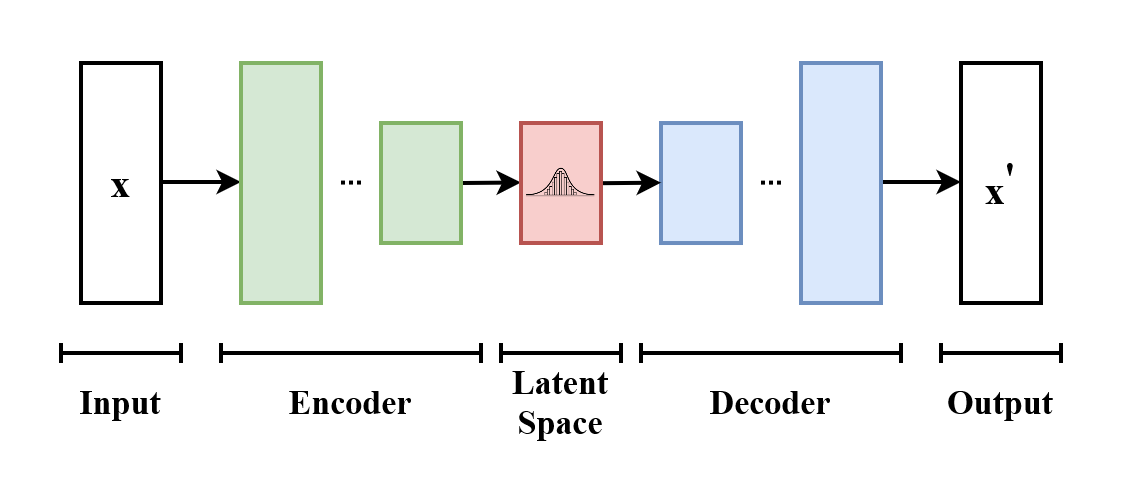
O esquema básico de um autoencoder variacional. O modelo recebe como entrada. O codificador o comprime no espaço latente. O decodificador recebe como entrada a informação amostrada do espaço latente e produz tão semelhante quanto possível a.

Na aprendizagem de máquina, um autocodificador variacional (variational autoencoder ou VAE em inglês) é uma arquitetura de rede neural artificial introduzida por Diederik P. Kingma e Max Welling.  Faz parte das famílias de modelos gráficos probabilísticos e métodos bayesianos variacionais. 
Além de serem vistos como uma arquitetura de rede neural autocodificadora, os autocodificadores variacionais também podem ser estudados dentro da formulação matemática de métodos bayesianos variacionais, conectando uma rede codificadora neural ao seu decodificador por meio de um espaço latente probabilístico (por exemplo, como uma distribuição gaussiana multivariada) que corresponde aos parâmetros de uma distribuição variacional.
Assim, o codificador mapeia cada ponto (como uma imagem) de um grande conjunto de dados complexos em uma distribuição dentro do espaço latente, em vez de um único ponto nesse espaço. O decodificador tem a função oposta, que é mapear do espaço latente para o espaço de entrada, novamente de acordo com uma distribuição (embora, na prática, o ruído raramente seja adicionado durante o estágio de decodificação). Ao mapear um ponto para uma distribuição em vez de um único ponto, a rede pode evitar o overfitting dos dados de treinamento. Ambas as redes são normalmente treinadas em conjunto com o uso do truque de reparametrização, embora a variância do modelo de ruído possa ser aprendida separadamente. 
Embora este tipo de modelo tenha sido inicialmente concebido para aprendizagem não supervisionada,   a sua eficácia foi comprovada para aprendizagem semi-supervisionada   e aprendizagem supervisionada. 
 